# Skeppare
Skeppare kallas i dagligt tal den som för befäl på ett mindre fartyg, i synnerhet ifråga om kappsegling. Skepparen kallas i sjölagstiftningen (se sjörätt) för befälhavare. Motsvarigheten i örlogsflottan är fartygschef.

## Nautisk behörighet

### Finland
Skepparbrev för inrikes fart ger i Finland behörighet att vara befälhavare på lastfartyg i inrikesfart med bruttodräktighet under 500 eller passagerarfartyg i inrikesfart i skärgårdsområden med bruttpdräktighet högst 300.
För att föra hyresbåt som hyrs bemannad krävs i Finland 18 års ålder samt intyg över tillräcklig erfarenhet, kunskaper i navigation och första hjälp och kännedom om relevant lagstiftning (förarbrev för hyresbåt).
För att framföra motordrivna fritidsbåtar som skall registreras, på högst 24 m längd, krävs i Finland 15 års ålder och den förmåga och skicklighet som krävs (inga formella krav utom åldern). För små fritidsbåtar (under 5,5 m och högst 20 hk) och fritidsbåtar utan motor är kravet detsamma utom att tillräcklig ålder räcker.

### Sverige
- Varje fartyg skall ha en befälhavare. I sjölagstiftningen räknas också fritidsbåtar ha en ansvarig befälhavare, med det ansvar som ankommer en sådan.
- För att föra befäl på ett svenskt fritidsfartyg med en längd över 12 m och med en bredd över 4 m krävs att skepparen har minst kustskepparintyg. Även skeppare för mindre segel- liksom motorbåtar bör känna till sjövägsreglerna. För att föra befäl på fartyg i yrkestrafik krävs någon av fartygsbefälsbehörigheterna, beroende på fartygets bruttodräktighet och de områden som trafikeras (inre fart, närsjöfart, fjärrfart, och oceanfart).

## Örlogsflottan
Skeppare är i örlogsflottan det befäl ombord som inför sekonden leder den dagliga inre tjänsten och materielunderhållet. Skepparen är ansvarig för däcksuppbörden, det vill säga den materiel som används i allmän däckstjänst.
Skeppare var på de seglande örlogsfartygens tid en tjänstegren för underofficerare i flottan, skepparestaten, vilken ansvarade för fartygets riggning och tjänsten på däck och i master. Tjänstegraderna var: Flaggjunkare införd 1799, Flaggskeppare, Överskeppare, Underskeppare och Högbåtsman.